# Strophanthus vanderijstii
Strophanthus vanderijstii är en oleanderväxtart som beskrevs av Pierre Staner. Strophanthus vanderijstii ingår i släktet Strophanthus och familjen oleanderväxter. Inga underarter finns listade i Catalogue of Life.